# Medasina maculata
Medasina maculata là một loài bướm đêm trong họ Geometridae.